# ایستگاه فرینگدون
ایستگاه فرینگدون (انگلیسی: Farringdon station) یکی از ایستگاه‌های متروی لندن است.
این ایستگاه که در منطقه ایزلینگتون لندن قرار دارد در سال ۱۸۶۳ تأسیس شده و جزئی از خط سیرکل، خط همرسمیت و سیتی و خط متروپولیتن (متروی لندن) و تیمزلینک (راه‌آهن انگلستان) می‌باشد.

## نگارخانه

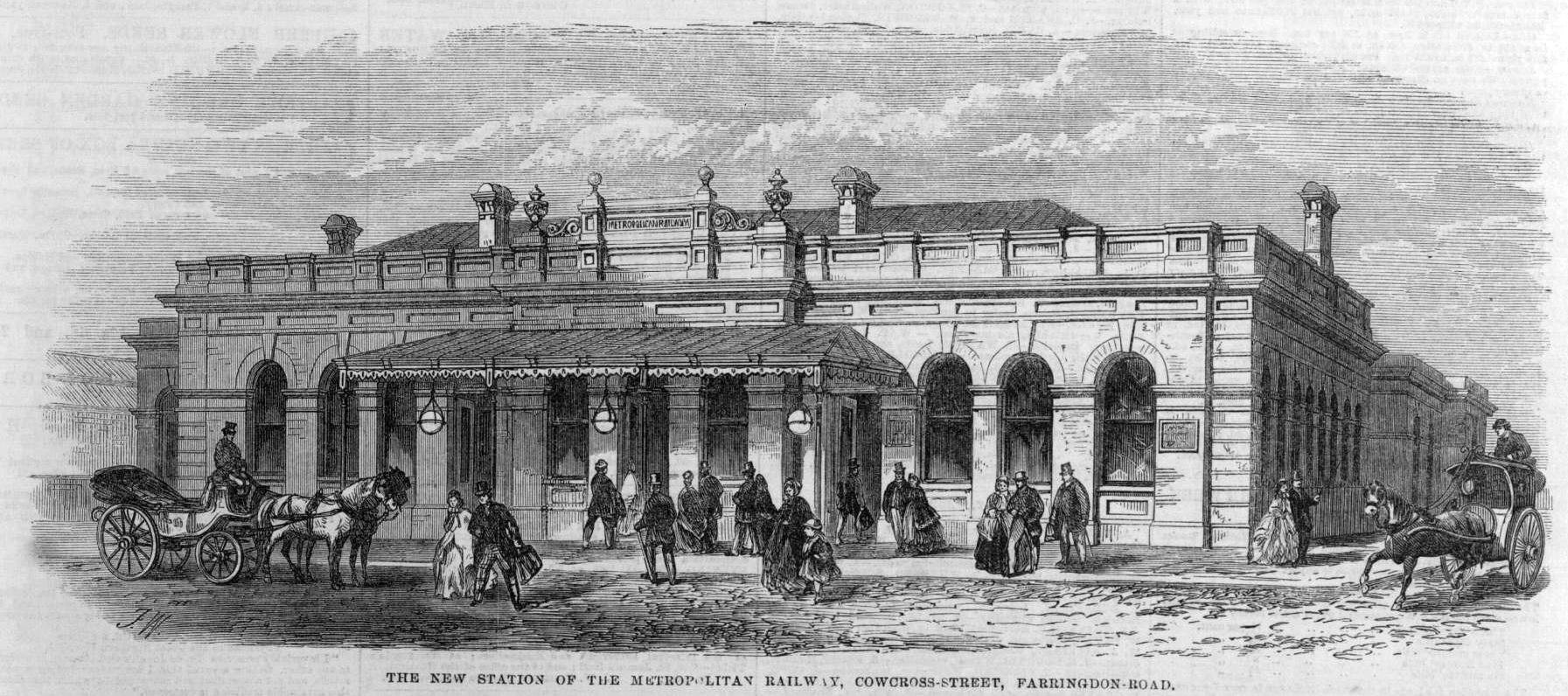
ساختمان ایستگاه، ۱۸۶۶
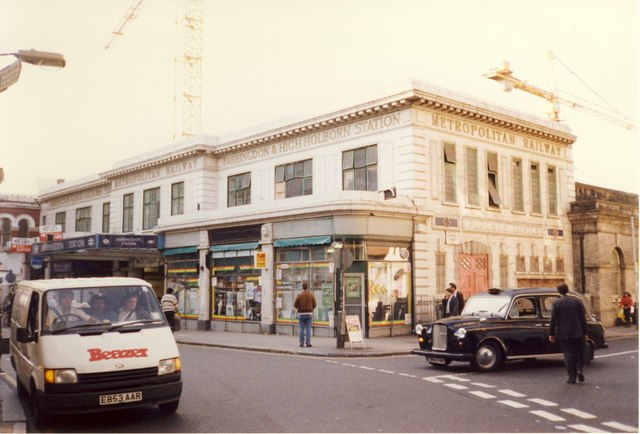
ساختمان ایستگاه، ۱۹۸۹
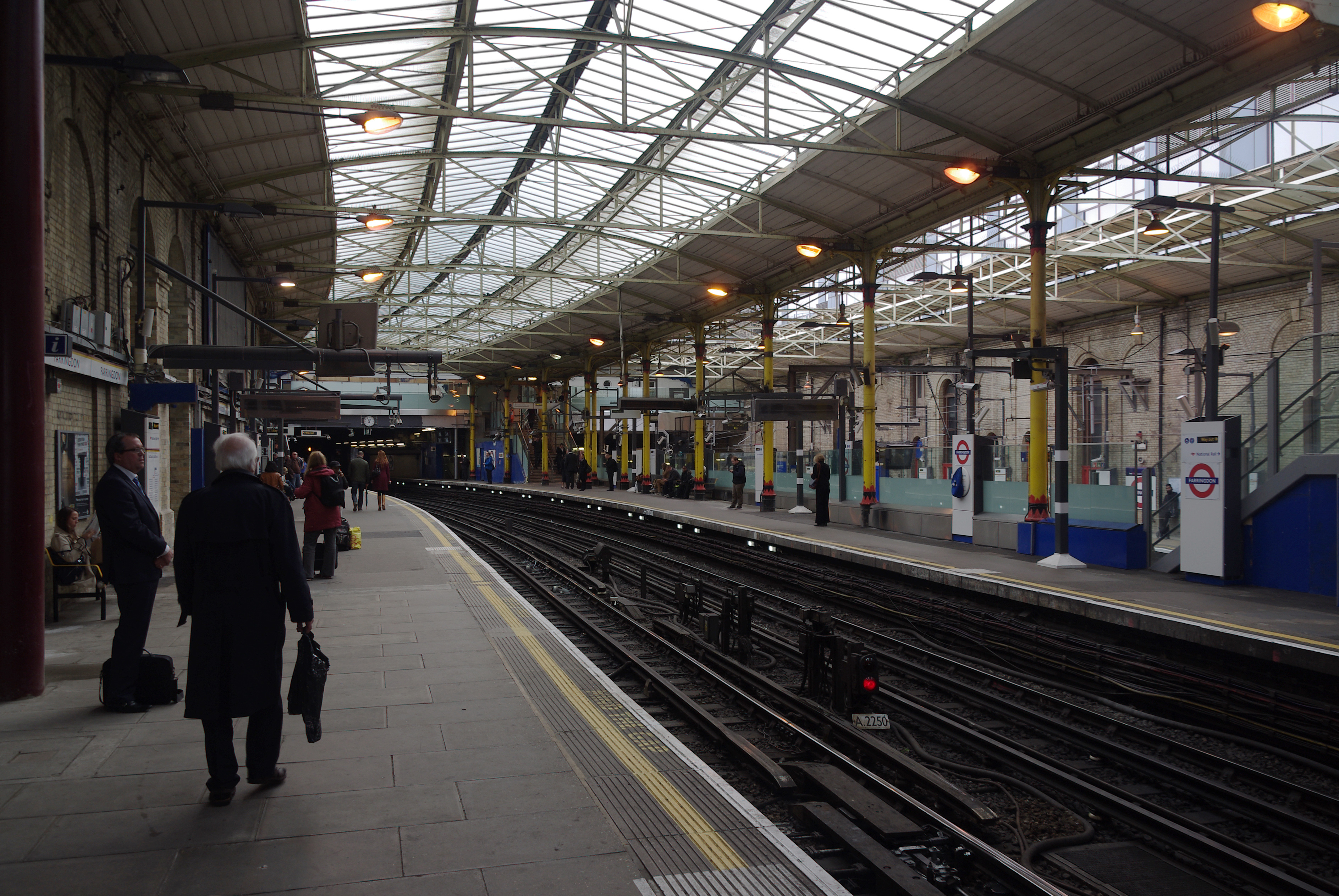
سکو ایستگاه مترو
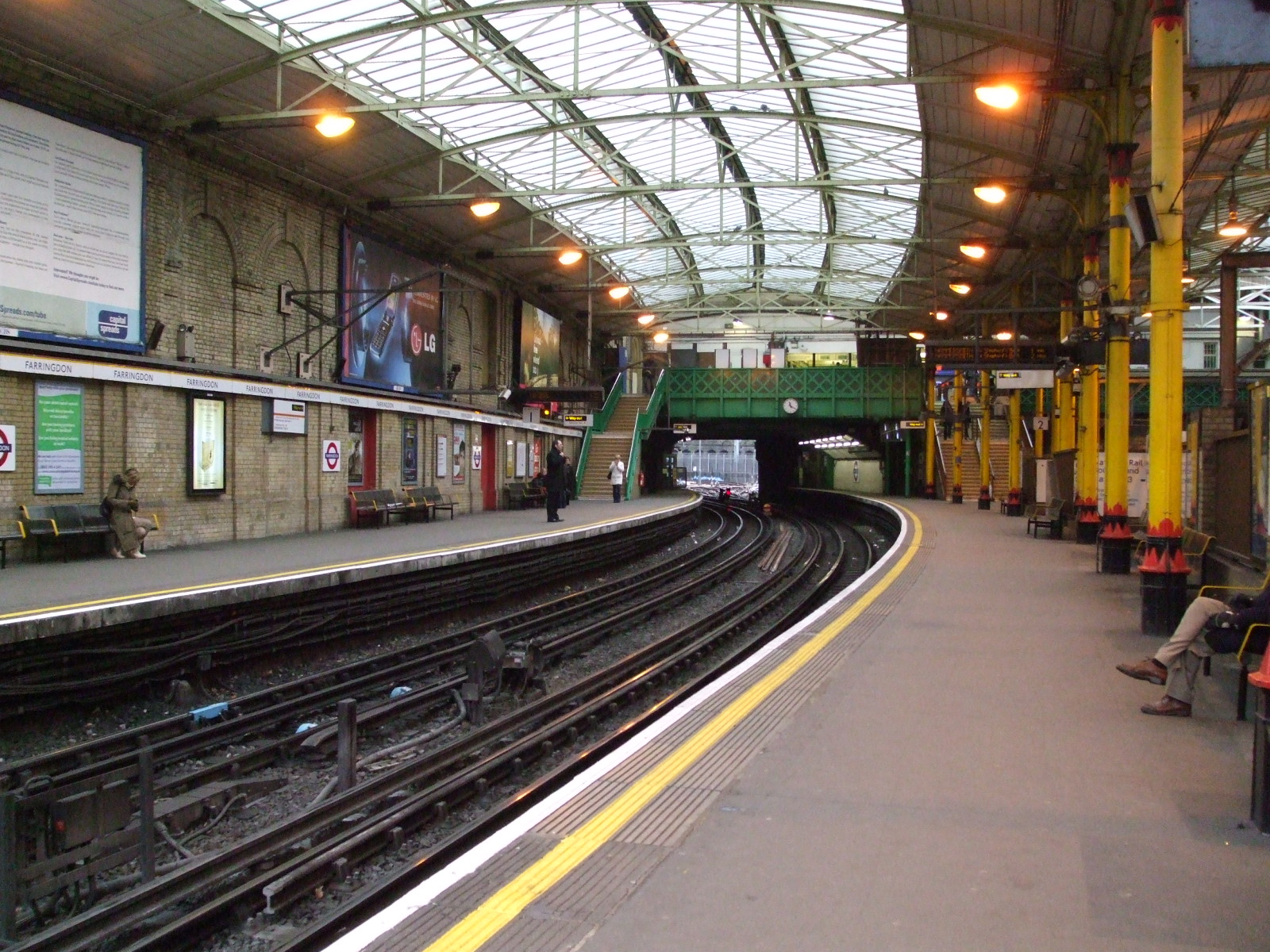
سکو ایستگاه مترو
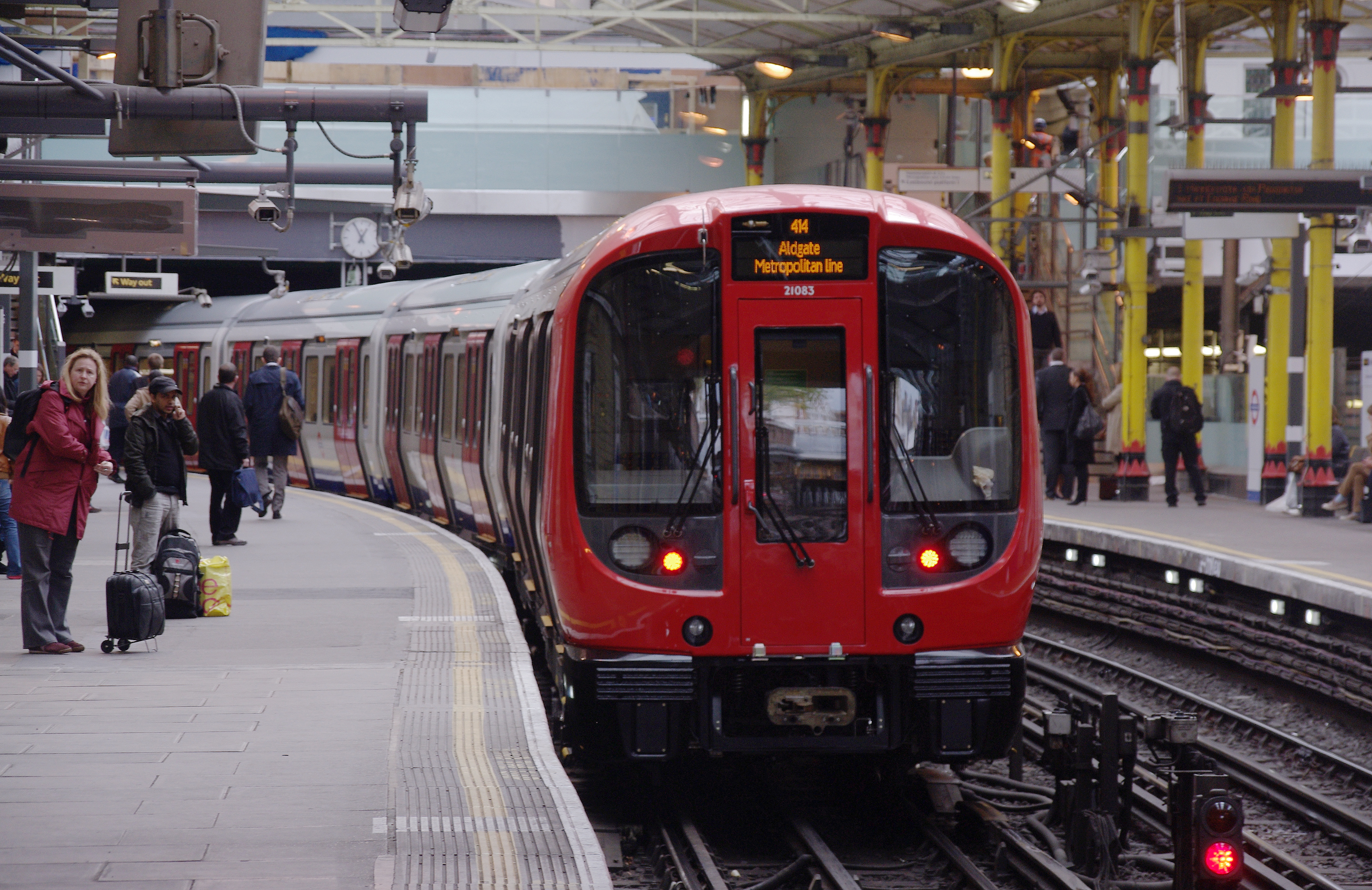
خط متروپولیتن
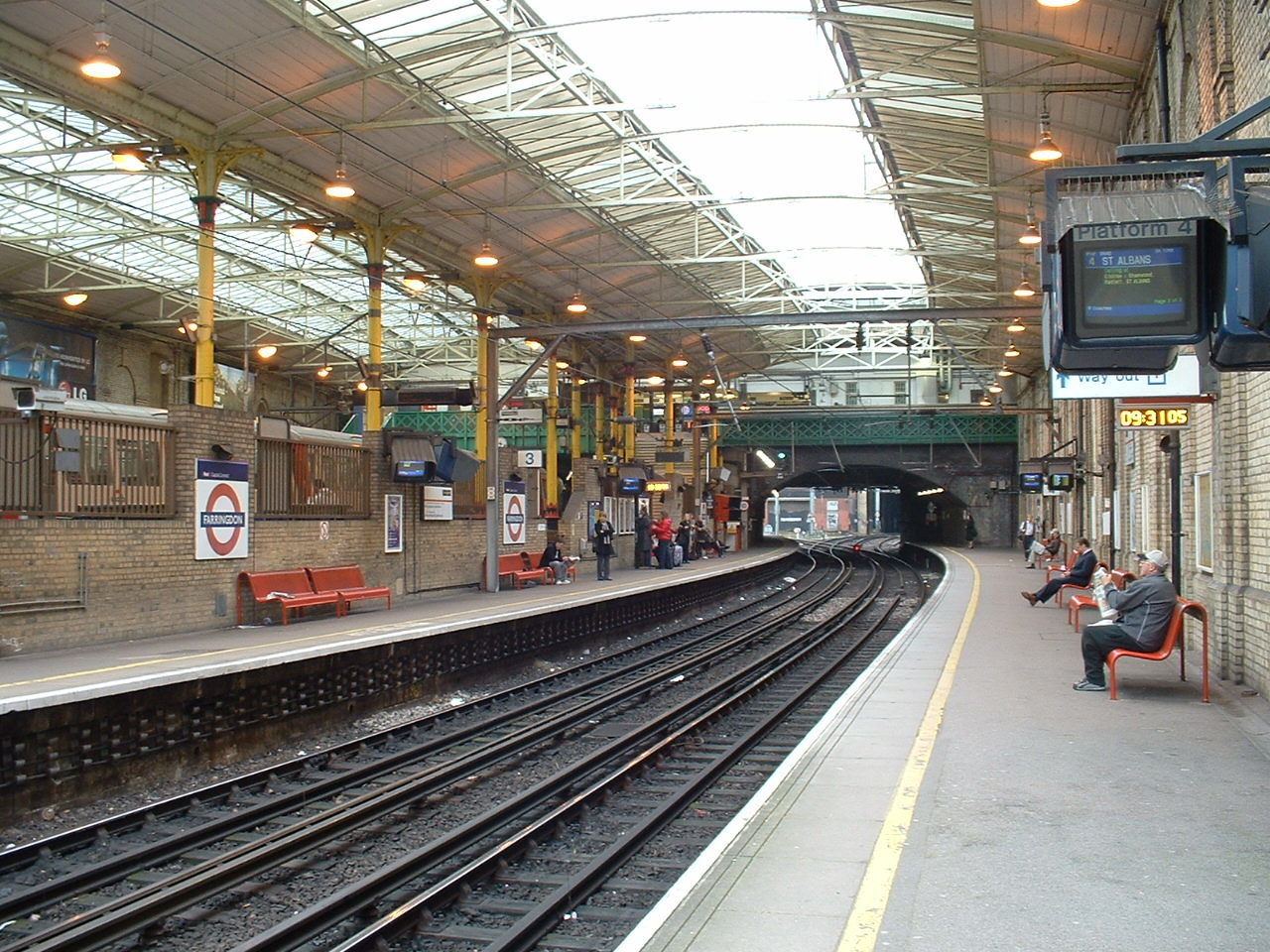
سکو خط راه‌آهن